# Akpazar
Akpazar is een gemeente in het Turkse district Mazgirt en telt 2442 inwoners (2000).

## Verkeer en vervoer

### Wegen
Akpazar ligt aan de provinciale weg 62-27.